# 鷹遷行動
鷹遷行動（英語：Operation Eagle Pull），或譯大鵬撤退行動:665，是美國軍隊於1975年4月12日在柬埔寨金邊實施的空中撤退作戰。金邊在1975年4月上旬時是美國支援的反共政權——高棉共和國的首都，並且已經遭到紅色高棉的包圍和孤立，完全依賴城西的波成東國際機場才能獲得空運補給物資。隨著紅色高棉的勝利迫在眉睫，美國政府和軍方制定了應急計畫，迅速用直升機將高棉境內所有的美國公民和部分高棉人士疏散到暹羅灣內的海軍艦隊上避難。於4月12日前半天完成的鷹遷行動是一場在戰術上取得成功的軍事任務，執行過程中沒有損失人員。該行動結束5天後的4月17日，紅色高棉軍就占領金邊，高棉共和國随之宣布投降並且解體。

## 背景
1975年初，高棉共和國的軍政府在柬埔寨境內僅控制了少數區域，包含首都金邊及湄公河沿岸的若干市鎮，而湄公河正是該政權的命脈，運送糧食和軍需品的船隻由該河下游的越南共和國（南越）送往上游。當時向高棉共和國發起「乾季攻勢」的紅色高棉尚未朝金邊中央展開總攻，而是先下手對湄公河補給線實施破壞行動。該年1月12日，紅色高棉軍襲擊了金邊東南方62（39英里）處的河良——湄公河畔的一處重要渡口和高棉國家軍隊（政府軍）的水軍基地。1月27日，由16艘艦組成的一支船隊從南越邊境往上游航行了100（62英里），但在途中遭到襲擊，最後只剩7艘船回到金邊。2月3日，一支護航隊順河而下時，在距離金邊約74（46英里）處的河段撞上紅色高棉軍敷設的水雷，損失慘重。高棉國家海軍雖然具有掃雷能力，但因為湄公河已經有多處河段被紅色高棉控制，使得他們難以出動船隻或人員清理河道:102-04。此外，這支海軍已經損失了四分之一的艦艇，70%的水兵非死即傷。
2月17日，高棉共和國當局徹底放棄了任何重開湄公河大動脈的意圖，所有送往金邊的物資從那之後起，都透過波成東機場輸入:105，美國也對金邊空運了成批糧食、燃料和彈藥，但因為美援受到1973年《凱斯-丘奇修正案》的限制:347，故由與美國政府訂有合約的伯德航空繼續負責空運業務，該公司動用其下的DC-8噴射機和C-130運輸機隊伍，每天開出20架飛機前往波成東機場:105。
3月5日，紅色高棉軍從金邊西北方的吐粒（Toul Leap）砲擊波成東機場，雖然高棉政府軍於3月15日奪回該地，暫止了砲擊，但紅色高棉軍又繼續從北方和西方逼近市區，很快又能以砲兵火力攻擊機場了。3月22日，火箭砲擊中了兩架補給機，迫使美國駐高棉大使館在次日宣布暫停空運行動，待局勢安全後才重新開放。但館方隨即就了解缺乏補給的高棉共和國很快就會淪亡，才在24日推翻了先前的決定，反增加了可投入空運的飛機數量:105。不過情勢對金邊政府而言持續惡化，美國眾議院於3月12日以189票對49票否決了對高棉的援助，參議院民主黨人士也在翌日以38票對5票的比數，反對美國給予高棉政府軍武器支援:530。4月1日，高棉紅軍攻陷了河良和巴南（Ban-am）——高棉政府軍在湄公河上的最後兩處據點。在此之後的共黨已可集中所有兵力、對金邊展開攻勢:105。軍人總統龍諾被迫辭職，流亡海外，高棉共和國的滅亡僅剩數日之遙:358。

## 籌畫
美軍最早在1973年時，就已對紅色高棉軍逼近金邊的情勢擬定了應急計畫:42，該年6月27日，駐泰國那空拍儂皇家空軍基地的美國第七航空軍司令部發表了〈5060C號應急計畫〉（Contingency Plan 5060C），內容講述金邊的疏散行動，包含如下三大方案：
- 方案1：以定期民間航班或增開航班，從波成東機場運出大使館人員、美國公民及特定高棉籍人士
- 方案2：若是紅色高棉軍的活動阻斷波成東機場的民航機起降，將從那空拍儂基地派遣第56空軍保安憲兵中隊（56th Security Police Squadron）的隊員飛到當地，協助美國空軍以定翼機（必要時增派CH-53直升機或MH-53直升機）運出大使館員、美國公民及特定高棉人士
- 方案3：若是波成東機場停止開放，第56憲兵中隊隊員將會搭空軍第21特戰中隊（英语：21st Special Operations Squadron）的CH-53直升機或第40航太搜救中隊（英语：40th Aerospace Rescue and Recovery Squadron）的HH-53直升機前往金邊市中心的降落區（必要時追加其他市鎮）[6]:137

事後，方案3進行了修正，決定由美國海軍陸戰隊的直升機與美國駐泰空軍部隊的直升機聯合執行任務，而且地面的保安部隊也由空軍憲兵改成了海軍陸戰隊員，降落區則從美國大使館附近的街區中挑選:138。
1975年1月6日，美軍太平洋司令部命令第31陸戰兩棲隊（31st MAU，今第31陸戰遠征隊）進行96小時戒備，使美國海軍支援艦隊得以開赴磅遜（Kampong Som，今柬埔寨西哈努克市）外海，執行鷹遷行動:105。2月6日，反應時間被縮短為48小時，表示參與行動的艦艇必須維持同等的巡航半徑。2月28日時又將反應時間下砍至24小時，使得這些艦艇必須留在暹羅灣內待命:106-107。
3月21日時美國駐高棉大使館預估的難民數量會達到3,600人，遠超出原先預期的400人，因此又發展了另一套疏散流程，當中指示海軍陸戰隊戍衛波成東機場，同時以直升機將待撤人士從金邊市中心接到機場，再由C-130運輸機送去泰國:109。然而，由於早先時將補給物資空運到金邊的C-130運輸機隊，在返程時也順道載運了許多難民飛出金邊，大幅減少了最終階段裡需要疏運的人數，也令這套疏散流程作廢:110。
4月3日，由於金邊首都圈的防衛情勢惡化，美國駐高棉大使約翰·岡瑟·迪恩要求鷹遷行動的十人作戰指揮組組員搭乘伯德航空C-130運輸機到波成東機場:110，以在金邊坐鎮指揮定翼飛機的疏散作業，目標是要在之後的7日內送走約750名的高棉人士，還得冒著被多達每天80至90發的105毫米砲彈、107毫米火箭炮攻擊的危險:111-112。4月10日時，紅色高棉軍的砲擊已經過於猛烈，以致於定翼飛機的疏散宣告終止:112。
在此之後，指揮組員開始在金邊市內物色可供使用的降落場地。當時的紅色高棉部隊控制了湄公河東岸的區域，而金邊市中心坐落於西岸，因此他們選擇了美國大使館東北方900（3,000英尺）的一座足球場，命名為「旅館降落區」（LZ Hotel，11°32′53.16″N 104°55′52.16″E / 11.5481000°N 104.9311556°E），該地的東側有一排公寓大樓遮蔽，可免於來自河東的砲火攻擊，使任務不易受到干擾，因此成為了最安全的選擇。大使館員原先預計在4月11日開始疏散，但美軍為了讓漢考克號航空母艦也能趕到磅遜外海加入支援，而將日期往後推遲一天:113。

## 海上支援艦艇
1975年3月3日，第A兩棲戰備群（Amphibious Ready Group Alpha，76.4特遣群）和第31陸戰兩棲隊（79.4特遣群）已經前往磅遜外海的指定位置待命，這批部隊的組成如下：
第76.4特遣群（Task Group 76.4, Movement Transport Group Alpha）:111
- 沖繩號（英语：USS Okinawa (LPH-3)）
- 溫哥華號（英语：USS Vancouver (LPD-2)）
- 湯瑪斯頓號（英语：USS Thomaston (LSD-28)）

提供艦砲支援、護航和區域防衛的艦艇如下：
- 埃德森號（英语：USS Edson (DD-946)）
- 亨利·B·威爾遜號（英语：USS Henry B. Wilson (DDG-7)）
- 諾克斯號（英语：USS Knox (FF-1052)）
- 柯爾克號（FF-1087）

3月17日，美國參謀長聯席會議考量到海軍陸戰隊一個航空中隊的直升機對疏散行動而言可能不足，於是命令漢考克號航空母艦卸下其配屬的艦載機大隊，立刻前往珍珠港。3月26日，海軍陸戰隊463直升機中隊和其下的25架CH-53、CH-46、AH-1J和UH-1E直升機登上漢考克號航空母艦，奔赴菲律賓的蘇比克灣海軍基地:108，並在該港載了更多直升機。從菲律賓出發的漢考克號，原先是暫時分派給在南越頭頓外海待命的第B兩棲戰備群，但她在4月11日改加入暹羅灣內的第A群:110，海軍陸戰隊組成的疏散任務隊中，由4團2營作為營級登陸隊。
由於紅色高棉沒有空軍，只配備了戰力有限的防空砲部隊，故美國海軍沒有出動艦載飛機進行空中掩護，但美國駐泰空軍依然給予疏散行動支援。當時的美國軍方懷疑高棉紅兵可能會用肩扛式的9K32（SA-7）防空飛彈對空射擊，因此用於行動中的直升機都漆上了紅外線低反射塗料、並配備有ALE-29紅外干擾箔條:110-111。

## 疏散過程
1975年4月11日下午，第31陸戰兩棲隊收到了鷹遷行動的執行令:116。4月12日早晨6時，海軍陸戰隊462中隊的12架CH-53直升機從沖繩號的甲板上起飛，間隔10分鐘後又降落到甲板上讓陸戰隊員登機。F連、H連隊員和指揮組員從沖繩號上機，G連則從溫哥華號上登機，這批大約360名左右的陸戰隊員負責到金邊擔任地面保安。全部登機完成後，所有直升機分成三批，繞行著艦隊飛離:119。
7時30分，迪恩大使通知了總理隆波烈、前總理施里瑪達等數位高棉政要，說美國人員即將在幾個小时内完全離開該國，並詢問他們是否有意一起走，欲離開者必須於9時30分以前到大使館集合。除了接替龍諾成為總統、與其他內閣成員不告而別的蘇金奎上機逃亡之外，其他所有人都予以婉拒:114。身為前朝親王的施里瑪達是高棉共和國的催生者之一，他在拒絕離開的同時也告訴迪恩：「我已犯下大錯，就是錯在信了你們美國人」:121。
十人作戰指揮小組開始駕車奔赴「旅館降落區」，此時從美國大使館和城市其他各地通往降落區的道路還能供汽車行走:114-115。之後，組員們跟空軍56救援中隊的「鳥王」（King Bird）指揮機保持連絡，該架HC-130機負責管控美軍直升機在金邊上空的進出:115。
7時43分，第一批直升機飛抵柬埔寨海岸，又在一個小時後穿越了160（99英里）的共軍占領區，降落到金邊市中心的旅館降落區，陸戰隊員們立刻下機建立外圍防線，此時在降落區已有市民開始聚集，但大部份的人只是前往一探究竟，而不是阻撓疏散作業。陸戰隊員開始將人群往後遷移以淨空降落區，再將待撤人士接到CH-53直升機上。由於降落區一次只能停放3架CH-53直升機，後到的機師必須先前往金邊以南50（31英里）處待命，直到「鳥王」指揮機呼叫他們進場為止。整個疏散過程進行順利，人數也遠少於原先預估，距當時最近的一次統計指出會有590人（美國人146名，高棉及其他國籍人士444名），而462中隊共運出了美國公民84名、高棉等國人士205名:121。
9時45分，美國大使館正式閉館:121，華府與金邊之間的外交關係直到1991年11月11日才重新建立。10時41分，包括美大使迪恩和總統蘇金奎等避難人士均已被462中隊的直升機運出。接著，從漢考克號航母飛往金邊的463中隊直升機開始降落，接出地面保安部隊:122。

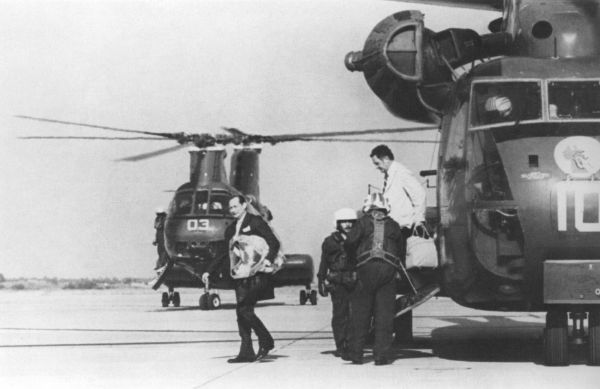
美國駐高棉末任大使迪恩在4月12日下午抵達泰國烏打拋基地

約在10時50分時，107毫米火箭炮開始射入旅館降落區周邊街坊，不到10分鐘後降落區本身也被82毫米迫擊砲的火力擊中了。當紅色高棉軍實施這些砲擊時，降落區內的管制員通知空軍的前進空管官調出第23戰術航空支援中隊（23d Tactical Air Support Squadron，今第23飛行訓練中隊）的OV-10輕型攻擊偵察機飛往當地上空。空管官們隨即低空飛過湄公河東岸，但沒有看出任何砲火從當地已知的紅色高棉軍陣地中發射:122。10時59分，4團2營最後一批陸戰隊員搭機離開了降落區，最後一架陸戰隊直升機則於12時15分飛抵美軍沖繩號:123。
美國空軍第40搜救中隊的2架HH-53直升機在11時15分時，按照原訂計畫飛到金邊撤離仍在當地的指揮組:122。地面上的小型槍火導致第一架直升機輕微損傷，但第二架直升機的尾槳卻在其從降落區升空時，被一波12.7毫米機槍的子彈擊壞，而這架直升機仍一路顛簸地飛返泰國的烏汶皇家空軍基地，人員均相安無事:123。14時50分，462直升機中隊以一架CH-53直升機將迪恩大使從沖繩號送往烏打拋皇家海軍航空基地:123-124。
4月13日，從金邊接出的難民也由462中隊的直升機送往烏打拋基地，而第A兩棲戰備群則從暹羅灣前往南中國海與海軍第76特遣艦隊會合，準備支援4月底在南越首都西貢實施的直升機撤離作戰「常風行動」:124。

## 後續

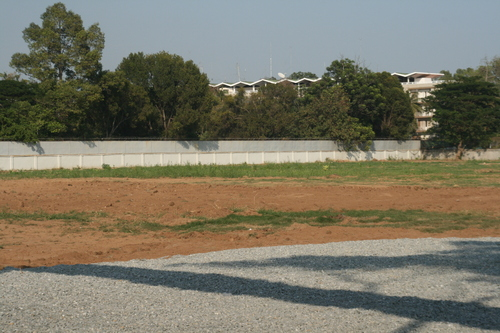
「旅館降落區」在2008年1月時的模樣

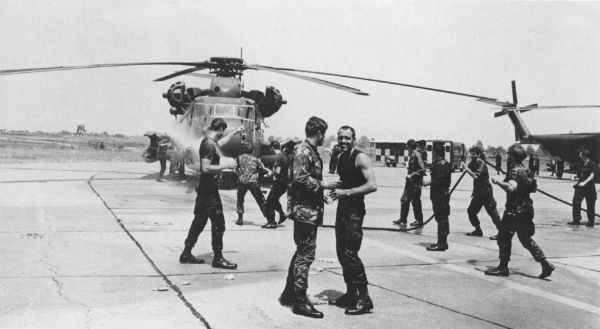
作戰指揮組員與空軍40航太搜救中隊的隊員慶祝鷹遷行動順利完成

美國國務卿亨利·季辛吉在其越戰回憶錄裡提到福特政府對於鷹遷行動當日，高棉共和國政府的高層人士拒絕跟著撤退，而顯得震驚和難堪。當中如總理隆波烈和龍諾的弟弟朗農等人，在那時都已被列入紅色高棉軍的獵殺名單中。
1975年4月17日，紅色高棉軍開入了金邊市中央，終結了柬埔寨內戰。隆波烈、朗農和多位金邊政府的要員都被殺害，而金邊城內的高棉政府軍殘部也被解除武裝，官兵被押至奧林匹克體育場集體處決(市民則下放鄉間從事農耕)。
對於美國海軍陸戰隊4團2營和第A兩棲戰備群而言，鷹遷行動相當於一次小規模的彩排，替其17天後在西貢參與的、複雜程度更高的常風行動展開預演:124。
描述柬埔寨共產黨統治時期歷史的1984年電影《殺戮戰場》中亦有提及鷹遷行動。